# Medieșu Aurit
Medieșu Aurit (in ungherese Aranyosmeggyes) è un comune della Romania di 7 252 abitanti, ubicato nel distretto di Satu Mare, nella regione storica della Transilvania. 
Il comune è formato dall'unione di 7 villaggi: Băbășești, Iojib, Medieș-Râturi, Medieș-Vii, Medieșu Aurit, Potău, Românești.
L'esistenza della località viene registrata da alcuni documenti del XIII secolo, in particolare in uno del 1271 con il nome di Megyes e in uno del 1273 con il nome di Medies. Le sue origini appaiono peraltro molto più antiche, essendo stati ritrovati nella zona reperti risalenti all'Età del ferro ed all'Età del bronzo. Il ritrovamento più significativo avvenne però nel 1903, quando vennero rinvenute 103 monete d'argento di epoca dacica e romana.
Tra i luoghi di interesse di Medieșu Aurit si segnalano:
- I resti di due forni di epoca dacica
- Le rovine del Castello Lonyai, costruito tra il 1620 ed il 1657.